# Stigmatochroma epiflavia
Stigmatochroma epiflavia är en lavart som beskrevs av Marbach 2000. Stigmatochroma epiflavia ingår i släktet Stigmatochroma och familjen Caliciaceae.   Inga underarter finns listade i Catalogue of Life.